# 升本順夫
升本 順夫（ますもと ゆきお、1963年 - ） は、日本の海洋物理学者。東京大学大学院理学系研究科教授。

## 人物・経歴
東京都生まれ。1987年鹿児島大学工学部海洋土木開発工学科卒業。1989年九州大学大学院工学研究科水工土木学専攻修士課程修了。1992年東京大学大学院理学系研究科地球惑星科学専攻助教授。2009年気象庁異常気象分析検討会委員。2010年海洋研究開発機構地球環境変動領域プログラムディレクター。2013年東京大学大学院理学系研究科地球惑星科学専攻教授。